# Point Coordinated Function
Point Coordinated Function est une technique de contrôle d'accès à un média (Media Access Control : MAC) utilisable dans les réseaux sans fil reliés à une station centrale, souvent un point d'accès (Access Point : AP), pour coordonner la communication avec les stations à l'écoute, et vérifier que le média est libre (par exemple, qu'il n'y a pas de station en communication sur le même média).
Du fait que les points d'accès ont généralement une topologie logique en bus, sur une bande de fréquence donnée un seul message peut être transmis à la fois (système basé sur la contention des équipements) ; il devient alors indispensable de recourir au contrôle d'accès au média.
Un des problèmes dans les techniques sans fil est dû au rayon de portée des stations. En effet, si deux stations sont en communication avec un même Point d'Accès mais toutes deux étant diamétralement opposées l'une à l'autre par rapport au Point d'Accès et à la limite de l'étendue géographique du réseau, alors elles sont cachées l'une pour l'autre, c'est-à-dire que chacune ne pourra pas voir la présence de l'autre (le signal aérien s'atténue avant d'atteindre ces extrémités). Ainsi, positionner un Point d'Accès au centre du réseau permet de doubler la distance, permettant à toutes les stations d'accéder au Point d'Accès et par conséquent, de doubler la distance maximale entre deux stations situées dans les limites géographiques d'une topologie physique en étoile.
PCF est localisé sur le point d'accès (AP) et utilise un système de trames de contrôle (CF Poll frame) pour réguler l'accès des stations au média. Le coordinateur du Point d'Accès envoie cette trame (CF Poll frame) à tour de rôle à chacune des stations, pour signifier l'octroi de l'autorisation à une station de transmettre une trame unique vers n'importe quelle destination. Si la station interrogée n'a pas de trame à envoyer, elle doit renvoyer une trame de données nulle (null frame). Si la station émettrice ne reçoit pas d'accusé de réception d'une trame, elle ne peut pas retransmettre la trame, à moins que le coordinateur de Points d'Accès ne l’y autorise à nouveau. Le PCF balaie ainsi l'ensemble des stations pour qu'elles puissent accéder de façon équitable au média.
PCF a une priorité supérieure à celle de Distributed Coordination Function (DCF). Un mécanisme spécifique basé sur la durée d'attente entre 2 trames : PIFS (PCF Interframe Space), permet aux stations n'implémentant pas PCF d'interfonctionner malgré tout sur un réseau local qui implémente celui-ci.
PCF n'est implémenté que sur un tout petit nombre de dispositifs matériels car il ne fait pas partie des standards d'interopérabilité de l'Alliance Wi-Fi.
Cette technique est une alternative à la technique Distributed Coordination Function (DCF).